# 瓦莱丽·马哈菲
瓦莱丽·马哈菲（英語：Valerie Mahaffey，1953年6月16日—2025年5月30日），女，美国演员。曾获得黄金时段艾美奖戏剧类电视系列剧最佳女配角。

## 私人生活和逝世
马哈菲与导演和演员Joseph Kell结婚，共育一个女儿。
2025年5月30日因癌症逝世，享壽72歲。